# Krzysztof Maciejewski (polityk)
Krzysztof Maciejewski (ur. 17 kwietnia 1953 w Pabianicach) – polski polityk, inżynier, poseł na Sejm RP V, VI, VII i VIII kadencji (2005–2011, 2014–2019).

## Życiorys
Ukończył w 1977 studia z zakresu technologii maszyn na Wydziale Mechanicznym Politechniki Częstochowskiej. Pracował w Fabryce Maszyn „Radomsko”, następnie prowadził własną działalność gospodarczą. W latach 1998–2002 był radnym powiatu radomszczańskiego, następnie zasiadał w radzie miasta Radomsko.
W wyborach w 2001 z listy Prawa i Sprawiedliwości bez powodzenia kandydował do Sejmu, a w 2005 został wybrany na posła V kadencji w okręgu piotrkowskim. W wyborach parlamentarnych w 2007 po raz drugi uzyskał mandat poselski, otrzymując 10 837 głosów (ślubował 15 listopada 2007). W Sejmie VI kadencji wszedł w skład Komisji Sprawiedliwości i Praw Człowieka. W 2011 nie został ponownie wybrany. W grudniu tego samego roku zajął się tworzeniem struktur Solidarnej Polski w okręgu piotrkowskim. Został wiceprzewodniczącym powołanej dwa lata później rady głównej tej formacji, a w 2014 kandydował z jej listy do Parlamentu Europejskiego. W tym samym roku bez powodzenia kandydował do rady powiatu radomszczańskiego z listy lokalnego komitetu. Objął jednak następnie zwolniony mandat poselski, przystępując do klubu PiS. Utrzymał go również na kolejną kadencję w wyborach w 2015, otrzymując 6818 głosów. W wyborach w 2019 nie uzyskał poselskiej reelekcji. Później ponownie wystąpił z PiS i przystąpił do Zjednoczenia Chrześcijańskich Rodzin, w którym stanął na czele struktur w okręgu radomszczańskim.